# 윤춘호 (언론인)
윤춘호(1965년 ~)는 대한민국의 SBS 보도본부 논설위원이다.

## 학력
- 서울대학교 서양사학과 석사

## 경력
- 1991년 : SBS 공채 1기 기자 입사
- 1994년 : SBS 보도본부 정치부
- 1997년 : SBS 보도본부 사회부
- 1999년 : SBS 보도본부 국제부
- 2012년 : SBS 보도본부 국제부장
- 2013년 : SBS 보도본부 논설위원
- 2014년 : SBS 보도본부 시민사회부장
- 2015년 : SBS 보도본부 부장급 특임부장
- 2016년 : SBS 보도본부 선거방송팀장
- 2018년 : SBS 보도본부 논설위원실장
- SBS 보도본부 부국장급 논설위원